# Alberto Zorrilla
Victoriano Alberto Zorrilla  (Buenos Aires, 6 de abril de 1906 - Miami, 23 de abril de 1986) fue un deportista, nadador y bailarín de salón argentino. Fue el primer campeón olímpico de Sudamérica y único de Argentina en su deporte, ganador de los 400 metros libres en los Juegos Olímpicos de Ámsterdam 1928 con un tiempo de 5:01.6, artífice de un récord olímpico y mundial. En 1976 fue incluido en el Salón Internacional de la Fama de la Natación.

## Carrera deportiva
Integró la delegación olímpica argentina en tres oportunidades (1924, 1928 y 1932), en esta última, fue el abanderado de la delegación nacional en la ceremonia de apertura. 
Zorrilla y el sueco Arne Borg son los únicos nadadores de la historia en alcanzar las finales de todas las pruebas de estilo libre. Perteneció al Club de Gimnasia y Esgrima de Buenos Aires y al New York Athletic Club. 
En 1976 fue incluido en el Salón Internacional de la Fama de la Natación. En 1980, recibió un Diploma al Mérito en la primera edición de los Premios Konex como uno de los cinco mejores nadadores de la historia argentina.

## La medalla de oro de Ámsterdam 1928

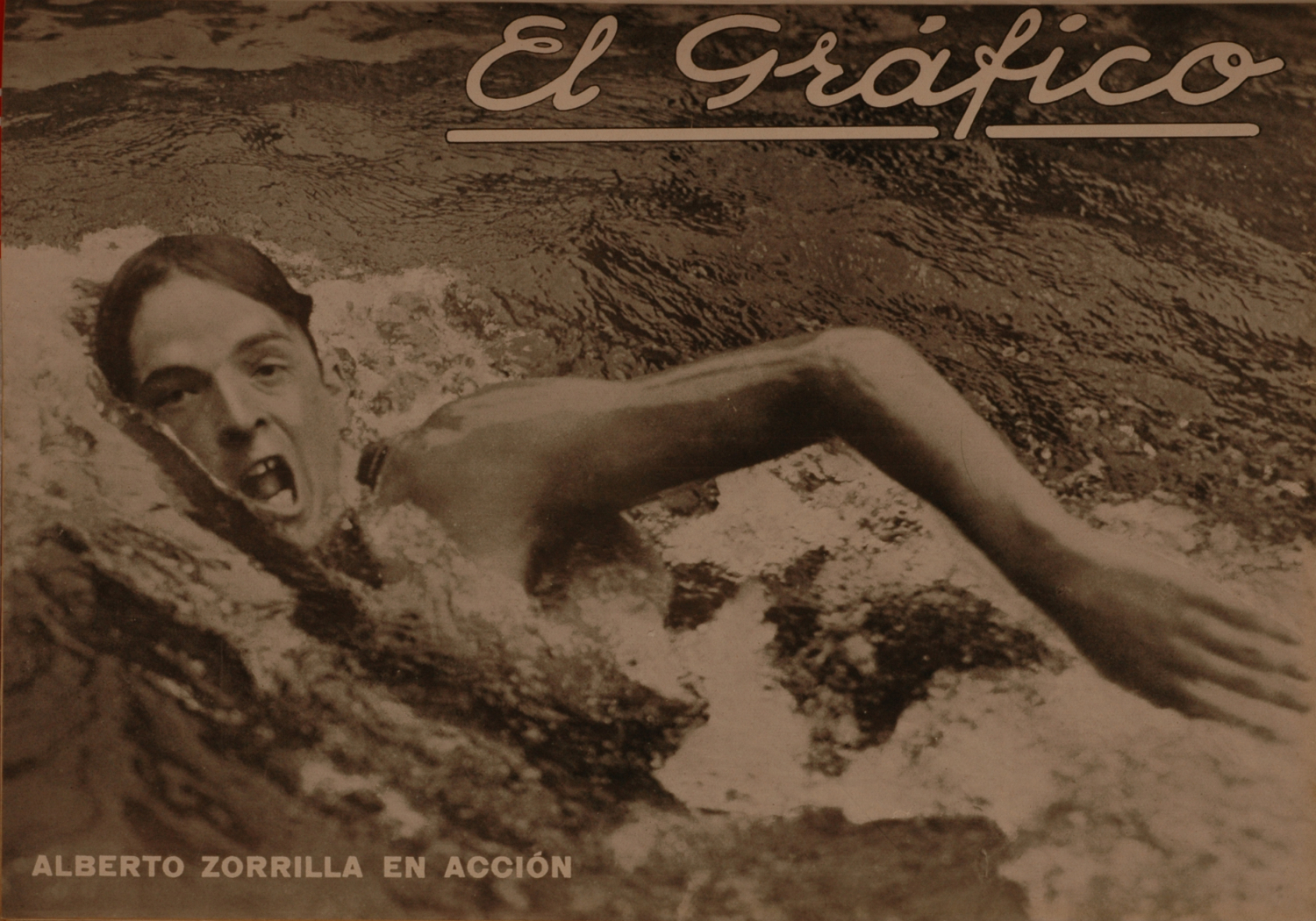
Alberto Zorrilla, 1929

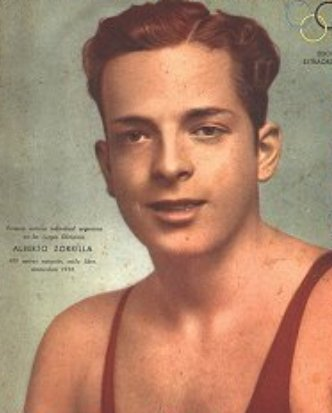
Alberto Zorrilla en la portada de El Gráfico en 1928.

El logro más importante de la carrera deportiva de Alberto Zorrilla fue ganar la medalla de oro en la prueba de 400 metros libre en los Juegos Olímpicos de Ámsterdam 1928. Zorrilla, quien ya había competido en los Juegos Olímpicos de 1924, debía enfrentarse al sueco Arne Borg y el australiano Andrew Charlton, ambos con múltiples récords mundiales y ganadores de tres medallas cada uno en París, donde habían salido segundo y tercero respectivamente, en la prueba de 400 metros estilo libre, detrás de Johnny Weissmüller. Borg además había ratificado su favoritismo al romper dos veces el récord mundial en 400 metros libres (4:54.7 y 4:50.3) y ganar el campeonato europeo de 1926 en 400 y 1500 metros libre. La prueba se presentaba entonces como una competencia entre estos tres nadadores.
Hasta ese momento entonces, la situación respecto de las marcas en 400 metros libre eran las que expresa el siguiente cuadro:
| Récord mundial  | 4:50.3 | Arne Borg          | Estocolmo (SUE)                | 11 de septiembre de 1925 |
| Récord olímpico | 5:04.2 | Johnny Weissmüller | Juegos Olímpicos de París 1924 | 18 de julio de 1924      |

Zorrilla ganó su serie superando al británico John Hatfield, quien había obtenido tres medallas en los Juegos de 1912, dieciséis años atrás. Su tiempo fue de 5:19.2, muy por debajo del obtenido por Borg (5:09.6). Charlton por su lado, adoptó una actitud de reserva y salió segundo en su serie con un tiempo de 5:23.0.
En la semifinal, Zorrilla y Charlton corrieron en la primera serie, en tanto que Borg lo hizo en la segunda. Zorrilla ganó la semifinal con un tiempo relativamente alto (5:11.4) y Charlton lo escoltó con 5:13.6. En la otra semifinal, Borg volvió a ganar con un excelente tiempo de 5:05.4.
La final se corrió el 9 de agosto de 1928. La carrera se hizo muy pareja entre Borg y Charlton en la punta, pero con Zorrilla y el estadounidense Clarence Crabbe, a escasas brazadas. En los últimos 50 metros Zorrilla tomó la punta, ganando la prueba con un tiempo de 5:01.6. Segundo quedó finalmente Charlton con apenas dos segundos más (5:03.6) y tercero Borg, a un solo segundo (5:04.6); Crabbe llegó cuarto con 5:05.4. En síntesis, en menos de cuatro segundos llegaron los cuatro nadadores. Crabbe obtendría la medalla de oro de esta prueba en los siguientes Juegos de 1932, para luego ser actor, interpretando entre otros famosos papeles el de Flash Gordon.
Por su parte Zorrilla corrió también los 100 y los 1500 metros estilo libre, llegando en ambas a la final. En los 100 metros libre, que ganó Johnny Weismuller, Zorrilla salió séptimo y en los 1500 metros libre, que ganó Borg seguido de Charlton y Crabbe, Zorrilla salió quinto, obteniendo diploma olímpico.

## Conflicto con el gobierno y abandono de la delegación en Los Ángeles 1932
En 1932, el cuestionado gobierno de Agustín Pedro Justo tomó la decisión de reducir al máximo el presupuesto destinado a la representación argentina en los Juegos Olímpicos de Los Ángeles 1932, aduciendo las dificultades económicas generadas por la Gran Depresión.
Durante los Juegos mismos, surgió un conflicto entre los deportistas y las autoridades argentinas debido a la falta de envío de fondos para afrontar los gastos de entrenamiento, transporte y estadía. Alberto Zorrilla, abanderado de la delegación olímpica, asumió el papel de vocero de los deportistas y ante la falta de respuestas, decidió excluirse del equipo argentino y no se presentó a competir en la prueba de 400 metros libre. Oficialmente se informó que Zorrilla estaba enfermo.

## Otras actividades
Además de la natación, Alberto Zorrilla compitió en otros deportes y actividades de destreza, entre ellas remo, waterpolo, atletismo y aviación deportiva volando aeroplanos de la Primera Guerra Mundial.
Además, fue bailarín de salón de competición ganando el Campeonato Europeo de Baile de Salón en 1931.

## Vida personal
Radicado en Estados Unidos desde 1927, adoptó la nacionalidad de ese país en 1954.
Estuvo casado con una islandesa llamada Sonja Benjaminsson, con quien logró obtener una gran fortuna invirtiendo en Wall Street que le permitió llegar a residir en la exclusiva zona de Park Avenue, Nueva York.

## Memoria
El natatorio del Parque Municipal de los Deportes “Teodoro Bronzini” de Mar del Plata lleva su nombre.
Desde 2018, una calle en la Villa Olímpica de la Juventud en Buenos Aires lleva su nombre.